# Municipio de Lodomillo
El municipio de Lodomillo (en inglés: Lodomillo Township) es un municipio ubicado en el condado de Clayton en el estado estadounidense de Iowa. En el año 2010 tenía una población de 708 habitantes y una densidad poblacional de 7,5 personas por km².

## Geografía
El municipio de Lodomillo se encuentra ubicado en las coordenadas 42°41′5″N 91°25′36″O / 42.68472, -91.42667. Según la Oficina del Censo de los Estados Unidos, el municipio tiene una superficie total de 94.39 km², de la cual 94,37 km² corresponden a tierra firme y (0,02 %) 0,02 km² es agua.

## Demografía
Según el censo de 2010, había 708 personas residiendo en el municipio de Lodomillo. La densidad de población era de 7,5 hab./km². De los 708 habitantes, el municipio de Lodomillo estaba compuesto por el 98,59 % blancos, el 0,14 % eran afroamericanos, el 0,14 % eran asiáticos, el 0,28 % eran de otras razas y el 0,85 % eran de una mezcla de razas. Del total de la población el 0,99 % eran hispanos o latinos de cualquier raza.